# Karl Steinmüller
Karl Steinmüller (* 13. Februar 1901 in Saupersdorf; † 18. September 1977 in Zwickau) war ein deutscher Archivar, Heimatforscher und Genealoge.

## Leben
Karl Steinmüller wurde 1901 in Saupersdorf bei Zwickau als Sohn des Maurers und Schulhausmannes Emil Steinmüller geboren, der 1917 im Ersten Weltkrieg fiel. Nach dem Besuch der Volksschule ging Karl 1905 an das Lehrerseminar nach Schneeberg. Karl Steinmüller war einige Zeit im Volksschuldienst tätig, bevor er 1921 ein Studium an der Universität Leipzig aufnahm, das er 1925 mit der Promotion erfolgreich abschloss. Danach war er mehrere Jahre als Genealoge in Leipzig an der Zentralstelle für Deutsche Personen- und Familiengeschichte tätig.
Im Alter von 50 Jahren erhielt er 1951 die Leitung des Stadtarchivs Zwickau übertragen. Dort beschäftigte er sich mit zahlreichen heimat- und lokalgeschichtlichen Themen und publizierte mehrfach darüber. Er war Mitglied der Natur- und Heimatfreunde und des Kulturbundes der DDR. Besondere Verdienste erwarb er sich auch auf dem Gebiet der Familienforschung und der Erforschung der Geschichte der Papierherstellung. Seine Wasserzeichensammlung wurde vom Deutschen Buch- und Schriftmuseum der Deutschen Nationalbibliothek (ehemals Deutsche Bücherei) in Leipzig erworben.
Von 1950 bis 1957 leitete er die Leipziger Genealogische Gesellschaft.
Nach Vorarbeiten von Karl Steinmüller gab Helmut Protze 2008 Das älteste Zwickauer Stadtbuch (1375-1481) und seine Sprache in der Reihe Germanistische Arbeiten zu Sprache und Kulturgeschichte heraus.

## Nachlass
- Sein wissenschaftlicher Nachlass befindet sich heute im Sächsischen Staatsarchiv.[3]
- Sein papiergeschichtlicher Nachlass befindet sich seit August 1981 im Deutschen Buch- und Schriftmuseum[4]

## Publikationen (Auswahl)
- Beiträge zur Bevölkerungsstatistik eines Dorfes. Weißbach bei Wiesenburg i. Sa. 1600-1800. Zentralstelle für Deutsche Personen- und Familiengeschichte, Leipzig 1930 (zugleich: Dissertation, Universität Leipzig 1929).
- Ahnentafel Wiede. 1940, bearb. im Auftrag v. Kommerzienrat Johannes Wiede in Trebsen von Karl Steinmüller, Leipzig, Zentralstelle für Deutsche Personen- und Familiengeschichte.
- Leipziger Messegäste von 1752 bis 1850, Leipzig 1949.
- Wanderbücher von Papiermachern im Stadtarchiv Zwickau. In: Papiergeschichte 7 (1957), Nr. 5, S. 59–69.
- Die Papierfabrik Kröllwitz im Jahre 1859. Ein Reisebericht von Adolf Roßmäßler In: Hallesches Monatsheft (1962), Heft 6, S. 270–281
- Der Nachlass eines Papiermachergesellen vom Jahre 1679 In: Papiergeschichte 14 (1964), Nr. 1/2, S. 1–5
- Forschungen zur Geschichte des Stadtarchivs Zwickau. In: Archivmitteilungen 18, 1968, S. 237–242.